# Danh sách vua Parthia
Dưới đây là danh sách các vị quân chủ của Đế quốc Parthia (247 BC – 224 AD).

## Danh sách vua
Danh sách bao gồm thời gian đăng cơ của các vị quân chủ, theo như các đề xuất của Sellwood và Assar, theo Ellerbrock (2012). Các thông tin tìm thấy được trong các cuốn biên niên sử khác như Touraj Daryaee (2012) hay Edward Dąbrowa (2012) về thời gian trị vì của các vị vua Parthia cũng được ghi nhận trong đây. Các khoảng thời gian được nhắc đến trong đây đều chỉ mang tính chính xác tương đối.
Lưu ý là các vị vua Parthia đều tồn tại tên Arsaces nhằm tưởng nhớ người khai quốc là Arsaces I. Các vị vua có đóng dấu ngoặc () ở số hiệu là những vị vua không rõ ràng về sự cai trị của mình đối với vương quốc Parthia.
| Chân dung | Tên                                                 | Ghi chú | Thời gian cai trị (Ước đoán) | Thời gian cai trị (Ước đoán) | Thời gian cai trị (Ước đoán) | Thời gian cai trị (Ước đoán) | Mất |
| Chân dung | Tên                                                 | Ghi chú | Sellwood (1971–80)           | Assar (2011)                 | Daryaee (2012)               | Dąbrowa (2012)               | Mất |
| --- | --------------------------------------------------- | --- | ---------------------------- | ---------------------------- | ---------------------------- | ---------------------------- | --- |
| không khung | Arsaces I 𐭀𐭓𐭔𐭊 (Aršak)                              | Thủ lĩnh tộc Parni. Ông đánh bại satrap xứ Parthia là Andragoras, một trong những kẻ nổi loạn chống lại đế quốc Seleucid. Ông sau này củng cố vương quốc mới thành lập của mình, chống trả thành công sự bành trướng của nhà Seleucid dưới thời vua Seleukos II Kallinikos. | 247 BC – 211 BC              | 247 BC – 211 BC              | 247 BC – 211 BC              | 247 BC – 217 BC              | 217 BC Nguyên nhân không rõ |
| không khung | Arsaces II 𐭀𐭓𐭔𐭊 (Aršak)                             | Con của Arsaces I. Bị buộc phải làm chư hầu cho nhà Seleukos sau khi để thua trước vị vua nhà này là Antiochos III Đại đế. | 211 BC – 191 BC              | 211 BC – 185 BC              | 211 BC – 191 BC              | 217 BC – 191 BC              | 191 BC Nguyên nhân không rõ |
| không khung | Priapatius 𐭐𐭓𐭉𐭐𐭕 (Friyapāt)                         | Cháu trai Arsaces I. Ông thừa kế theo nhánh gần hơn so với Arsaces II do ông này mất mà không có con, hoặc con không đủ tuổi kế vị, hoặc ông được công nhận là có đủ tư cách cai trị xứ Parthia (do đó được công nhận là người thừa kế hợp pháp). | 191 BC – 176 BC              | 185 BC – 170 BC              | 191 BC – 176 BC              | 191 BC – 176 BC              | 176 BC Nguyên nhân không rõ |
| | Arsaces (IV) 𐭀𐭓𐭔𐭊 (Aršak)                           | Cháu trai của Arsaces II. Theo biên niên sử của Assar, ông sẽ được Priapatius chỉ định là người kế vị trong số các con của ông này. | –                            | 170 BC – 168 BC              | –                            | –                            | ? |
| không khung | Phraates I 𐭐𐭓𐭇𐭕 (Frahāt)                            | Con của Priapatius. Ông tiến hành chiến tranh chống lại người Armadia và đánh chiếm Media Rhagiana, một dải đất màu mỡ nằm ở vùng Media (cũ). | 176 BC – 171 BC              | 168 BC – 164 BC              | 176 BC – 171 BC              | 176 BC – 171 BC              | 171 BC Nguyên nhân không rõ |
| 4 người cai trị đầu tiên chỉ cai trị xứ Parthia dưới danh nghĩa là vua của một vương quốc tầm trung ở Tây Bắc Iran ngày nay. Mithridates I là người đầu tiên mở rộng sự cai trị của người Parthia lên toàn bộ Iran ngày nay và do đó biến Parthia thành một đế chế. |                                                     | |                              |                              |                              |                              | |
| không khung | Mithridates I 𐭌𐭄𐭓𐭃𐭕 (Mihrdāt)                       | Con của Priapatius. Ông sử dụng lại danh xưng cũ từ thời nhà Achaemenid là Vua của các vị vua (Theo ghi chép bằng chữ hình nêm của người Babylon cổ đại). | 171 BC – 132 BC              | 164 BC – 132 BC              | 171 – 138 BC                 | 171 BC – 132 BC              | 132 BC Nguyên nhân không rõ |
| không khung | Phraates II 𐭐𐭓𐭇𐭕 (Frahāt)                           | Con của Mithridates I.Ông được nhiếp chính bởi mẹ mình, Rinnu trong vài tháng do lên ngôi khi còn quá nhỏ. Thời kỳ ông cai trị chứng kiến các cuộc chiến tranh giữa Parthia với đế quốc Seleucid (thắng) và với các sắc dân du mục phía Đông đế quốc là Saka và Nguyệt Chi. | 132 BC – 127 BC              | 132 BC – 127 BC              | 138 BC – 127 BC              | 132 – 126 BC                 | 127 BC Chết trong chiến tranh chống lại dân du mục ở phía Đông đất nước.                                                              |
| không khung | Artabanus I 𐭍𐭐𐭕𐭓 (Ardawān)                          | Con của Priapatius. Thời kỳ ông cai trị chứng kiến đế quốc Parthia suy yếu: Thân vương quốc Characene tuyên bố độc lập hoàn toàn khỏi người Parthia và bành trướng ra toàn bộ vùng Lưỡng Hà, còn phía Đông đế quốc tiếp tục bị các sắc dân du mục quấy nhiễu. | 127 BC – 124 BC              | 127 BC – 126 BC              | 127 BC – 124 BC              | 126 BC –123/122 BC           | 124 BC Chết trong chiến tranh chống lại dân du mục ở phía Đông đất nước.                                                              |
| không khung | Artabanus (II) 𐭍𐭐𐭕𐭓 (Ardawān)                       | Con của Artabanus I. Theo nghiên cứu của nhà sử học La Mã là Justin thì các học giả thường cho rằng Mithridares II kế nhiệm ngay lập tức sau khi Mithridares I mất, tuy Assar và một số nhà sử học khác cho rằng nhánh kế vị rộng hơn theo nghiên cứu tiền xu cùng với chữ hình nêm khắc trên chúng, với Artabasnus (II) có thể nhầm lẫn với vua cha cùng tên. | –                            | 126 BC – 122 BC              | –                            | –                            | ? |
| không khung | Arsaces (X) 𐭀𐭓𐭔𐭊 (Aršak)                            | Con của Artabanus (II). Dựa theo nghiên cứu Assar theo hình ảnh các đồng tiền xu của Mithridates II. Theo ông, hình ảnh nhân vật trên đồng xu xung đột với hình ảnh của Mithridates II và các vị vua tiền nhiệm là Artabanus I và (II), khi người này trông trẻ và có ít râu hơn, điều này khiến Assar đặt ra nghi ngờ về một vị vua khác cai trị giữa các vị vua kể trên. | –                            | 122 BC – 121 BC              | –                            | –                            | ? |
| không khung | Mithridates II 𐭌𐭄𐭓𐭃𐭕 (Mihrdāt)                      | Con của, hoặc Priapatius, hoặc Artabanus I. Ông là vị vua đầu tiên sử dụng lại danh hiệu "Vua của các vị vua" từ vị tiên đế cùng tên. Dưới thời ông cai trị, đế quốc tiến hành bành trướng lãnh thổ, thiết lập quan hệ với La Mã và nhà Hán. | 124 BC – 91 BC               | 121 BC – 91 BC               | 123 BC – 88 BC               | 122 BC – 91 BC               | 91 BC Nguyên nhân không rõ |
| không khung | Gotarzes I 𐭂𐭅𐭕𐭓𐭆 (Gōdarz)                           | Ngày tháng và gia phả còn đang tranh cãi do nhiều đồng xu của ông được cho là có hình ảnh miêu tả không rõ ràng. Con của Mithridates II (Assar)/cháu nội Priapatius (Daryaee).Tuyên bố ngôi vua ở Babylon sau cái chết của vua cha. Ông tiếp tục chính sách của vua cha là sử dụng vua Armenia là Tigranes Đại đế để tiếp tục gia tăng ảnh hưởng của đế quốc Parthia tới Syria và vùng Cappadocia (miền Trung bán đảo Anatolia ngày nay). | 95 BC – 90 BC                | 91 BC – 87 BC                | 95 BC – 90 BC                | 92 BC – ? BC                 | 87/80 BC Nguyên nhân không rõ |
| không khung | Mithridates III 𐭌𐭄𐭓𐭃𐭕 (Mihrdāt)                     | Sự xuất hiện của ông còn đang gây tranh cãi. Là con của Mithridates II (?), ông cai trị trong giai đoạn khủng hoảng thứ hai của đế quốc Parthia (91 BC – 57 BC). Là vua tiếm vị/đối lập của, hoặc Orodes I, hoặc Gotarzes I, hoặc cả hai. | –                            | 87 BC – 80 BC                | –                            | –                            | 80 BC Nguyên nhân không rõ |
| không khung | Orodes I 𐭅𐭓𐭅𐭃 (Wērōd/Urūd)                          | Con/anh trai của Gotarzes I. Ông chỉ kiểm soát được một phần lãnh thổ đế quốc Parthia trong khoảng thời gian cai trị của mình. | 90 BC – 80 BC                | 80 BC – 75 BC                | 90 BC – 80 BC                | –                            | 75 BC Nguyên nhân không rõ |
| | Arsaces (?) 𐭀𐭓𐭔𐭊 (Aršak)                            | Sự tồn tại của các vị vua này là không rõ ràng, chỉ dựa trên tiền đúc theo Assar và Sellswood. | 80 BC                        | –                            | –                            | –                            | ? |
| | Arsaces (XVI) 𐭀𐭓𐭔𐭊 (Aršak)                          | Sự tồn tại của các vị vua này là không rõ ràng, chỉ dựa trên tiền đúc theo Assar và Sellswood. | 80 BC – 70 BC                | 78/77 BC – 62/61 BC          | –                            | –                            | ? |
| không khung | Sinatruces I                                        | Xuất thân không rõ. Ông có lẽ là con của Mithridates I hoặc Priapatius theo các tài liệu hiện đại khác nhau. Ông chiếm đoạt ngôi vua Parthia dưới sự trợ giúp của người Saka.Dưới thời cai trị của ông, Parthia để mất một số lãnh thổ của mình vào tay vương quốc Armenia. Không xuất hiện trên các tài liệu chữ hình nêm của người Lưỡng Hà cổ đại. | c. 75 BC                     |                              |                              |                              | 70/69 BC Nguyên nhân không rõ |
| không khung | Phraates III 𐭐𐭓𐭇𐭕 (Frahāt)                          | Con của Sinatruces. Ông tiến hành liên minh với người La Mã chống lại vương quốc Armenia; tuy nhiên sau này chỉ huy quân La Mã tham gia chiến dịch ở Armenia lúc đó là Pompey trở mặt và giết chết một trong những đồng minh của ông, Tigranes Trẻ. Chiến tranh với người La Mã nhanh chóng nổ ra sau đó và Phraates đạt được hòa bình với người La Mã (và cả với Tigranes) sau một số chiến dịch. Dù sao thì ông cũng đã tái chiếm một số vùng đất quan trọng bị mất trước đó là Bắc Lưỡng Hà và vùng Adiabene. | 70 BC – 57 BC                | 70/69 BC – 58/57 BC          | 70 BC – 57 BC                |                              | 57 BC Bị ám sát bởi các con của ông là Orodes II và Mithridates IV.                                                                   |
| không khung | Mithridates IV 𐭌𐭄𐭓𐭃𐭕 (Mihrdāt)                      | Ông tham gia ám sát cha cùng người anh trai Odores II. Sau đó thì hai anh em mâu thuẫn với nhau và chiến tranh bùng nổ. Đã có lúc ông buộc phải chạy sang La Mã và nhờ họ giúp đỡ. Sau cùng thì ông vẫn bị đánh bại bởi một trong những thuộc tướng của Odores II là Surena. | 57 – 54 BC                   |                              | 57 – 54 BC                   | 58/577 – 54/53 BC            | 54 BC Bị anh trai Odores II xử tử. |
| không khung | Orodes II 𐭅𐭓𐭅𐭃 (Wērōd/Urūd)                         | Thời kỳ ông cai trị chứng kiến ba lần Parthia lâm chiến với La Mã, một là khi Crassus mưu toan xâm lược vùng Parthia (thắng); một là Parthia xâm lược Syria (thua) sau khi bắt vua Armenia Artavasdes II từ bỏ liên minh với thành Rome bằng vũ lực; cuối cùng là việc người Parthia xâm lược xứ Syria và vùng Tiểu Á để hỗ trợ cho cuộc nổi loạn của một viên tướng đào ngũ người La Mã là Quintus Labienus (thua). | 57 BC – 38 BC                | 57 BC – 38 BC                | 57 BC – 38 BC                | 58/57 BC – 38 BC             | 37 BC Nguyên nhân không rõ: hoặc bị mưu sát bởi con trai Phraates IV, hoặc do quá đau buồn về cái chết của Pacorus ,hoặc do tuổi già. |
| không khung | Pacorus I 𐭐𐭊𐭅𐭓 (Pakur) [Phó hoàng đế đồng trị vì-?] | Hoàng tử Parthia, con cả của Odores II. Theo Sellwood thì ông được cho là cai trị vào năm 39 trước Công nguyên, không rõ là ông cai trị độc lập hay đồng cai trị cùng vua cha. | c. 39 BC                     | –                            | –                            | –                            | 38 BC Mất trong trận núi Gindarus (Chiến tranh La Mã-Parthia năm 40 BC)                                                               |
| không khung | Phraates IV 𐭐𐭓𐭇𐭕 (Frahāt)                           | Con của Orodes II. Khi mới lên ngôi, ông cho ám sát các anh em (và có thể là cha mình), điều này một phần dẫn đến chiến tranh với Marcus Anthony. Tuy thua trân nhưng với việc Anthony lâm chiến với Octavian, ông khôi phục được lãnh thổ và còn loại bỏ được ảnh hưởng của Anthony đối với xứ Armenia bằng việc đưa con trai của Artavasdes II là Artaxias lên ngôi vua. Ngoài ra ông còn phải đối phó với cuộc bạo loạn của Tiridates II và cuộc giải cứu một trong những con trai của mình bị bắt cóc bởi chình ông này. Cuối đời, ông sủng ái Musa, một nữ nô lệ người Ý và đưa bà lên làm hoàng hậu. Chi tiết về cái chết của ông xem thêm ở cột "Mất"                                                        | 38 BC – 2 BC                 | 38/37 BC – 2 BC              | 38 BC – 2 BC                 | 38 BC – 3/2 BC               | 2 BC Bị vợ là Musa và con trai là Phraates V ám sát                                                                                   |
| không khung | Tiridates II 𐭕𐭉𐭓𐭉𐭃𐭕 (Tiridāta)                      | Vua tiếm vị được các quý tộc Parthia ủng hộ chống lại Phraates IV. Ông bị Phraates IV đánh đuổi hai lần khỏi Parthia và phải sống lưu vong ở đế quốc La Mã sau cả hai lần này. | 29 BC – 27 BC                | 27 BC                        | —                            | 31 BC                        | ? |
| không khung | Musa                                                | Lần lượt là vợ và con trai người tham gia ám sát Phraates, hai người ngay sau đó lên đồng cầm quyền vương quốc Parthia. Sự kiện chính yếu trong thời kỳ hai người cai trị là tình trạng cẳng thẳng quân sự tăng cao giữa người La Mã và người Parthia ở Armenia và vùng Lưỡng Hà, điều mà suýt nữa dẫn đến chiến tranh. Sau đó, hai bên giảng hòa, với việc Phraates và Musa thừa nhận lãnh thổ Armenia là vệ tinh của Đế quốc La Mã, đổi lại là việc công nhận Phraates là vua của Parthia. Thất vọng trước những việc này cũng như việc để một nữ nô lệ ở Ý lên cầm quyền ở Parthia đã khiến cho các quý tộc đế quốc nổi loạn và lật đổ hai người. Hai người sau đó buộc phải lưu vong tại Rome.                  | 2 BC – 4                     | 2 BC – 4/5                   | 2 – 4                        | 3/2 BC – 2                   | Thế kỷ 1 Sau Công nguyên Mất trong khi sống lưu vong ở thành Rome.                                                                    |
| không khung | Phraates V 𐭐𐭓𐭇𐭕 (Frahāt)                            | Lần lượt là vợ và con trai người tham gia ám sát Phraates, hai người ngay sau đó lên đồng cầm quyền vương quốc Parthia. Sự kiện chính yếu trong thời kỳ hai người cai trị là tình trạng cẳng thẳng quân sự tăng cao giữa người La Mã và người Parthia ở Armenia và vùng Lưỡng Hà, điều mà suýt nữa dẫn đến chiến tranh. Sau đó, hai bên giảng hòa, với việc Phraates và Musa thừa nhận lãnh thổ Armenia là vệ tinh của Đế quốc La Mã, đổi lại là việc công nhận Phraates là vua của Parthia. Thất vọng trước những việc này cũng như việc để một nữ nô lệ ở Ý lên cầm quyền ở Parthia đã khiến cho các quý tộc đế quốc nổi loạn và lật đổ hai người. Hai người sau đó buộc phải lưu vong tại Rome.                  | 2 BC – 4                     | 2 BC – 4/5                   | 2 – 4                        | 3/2 BC – 2                   | Thế kỷ 1 Sau Công nguyên Mất trong khi sống lưu vong ở thành Rome.                                                                    |
| không khung | Orodes III 𐭅𐭓𐭅𐭃 (Wērōd/Urūd)                        | Gốc gác không rõ ràng mặc dù vẫn thuộc gia tộc nhà Arsacid.Bị lật đổ bởi các quý tộc Parthia. | 6                            | 6 – 8                        | 6                            | 4 – 6                        | 6 Bị xử tử bởi các quý tộc Parthia.                                                                                                   |
| không khung | Vonones I                                           | Được La Mã trả về làm vua theo yêu cầu của giới quý tộc Parthia. Sau đó không lâu thì giới quý tộc Parthia tỏ ra bất mãn về ông và mô tả ông giống như là một ông vua bù nhìn của người La Mã. Sau đó trong cuộc tranh đấu quyền lực bằng vũ lực giữa ông và Artabanus II, một thành viên khác thuộc gia tộc Arsacis khác thì ông thua và bị Artabanus trục xuất khỏi Ba Tư. | 8 – 12                       | 8 – 12                       | 8 – 12                       | 6 – 11/12                    | 19 Bị giết trong khi đang cố chạy trốn khỏi người La Mã.                                                                              |
| không khung | Artabanus II 𐭍𐭐𐭕𐭓 (Ardawān)                         | Ông ban đầu cho quân tiến thẳng vào Armenia để hạ bệ vua Vonones, người mà lúc này đã là vua xứ Armenia và đưa con của ông lên thay. Tuy nhiên người La Mã phản đối và chiến tranh với La Mã lại nổ ra, khiến cho Artabanus tuy là hạ bệ được Vonones nhưng lại không đưa được chon mình lên ngôi. Tiếp theo đó là sự li khai của các satrap phía đông xứ Parthia, theo sau là sự thành lập vương quốc Ấn-Parthia.. Ông tiếp tục gia tăng quyền lực đế quốc và sau đó là can thiệp thứ hai không thành công nhắm vào ngôi vua Armenia. Ông cũng bị hạ bệ hai lần vào các năm 35 (bởi Tiridates) và 38/41 (bởi Cinnamus).                                                                                            | 10 – 38                      | 10 – 38                      | 10 – 38                      | 11/12 – 39                   | 40 Nguyên nhân không rõ |
| | Tiridates III 𐭕𐭉𐭓𐭉𐭃𐭕 (Tiridāta)                     | Cháu nội Phraates IV. Được các quý tộc Parthia dưới sự hỗ trợ của người La Mã đưa lên làm vua đối lập với Artabanus II. Bị ông này đánh bại chỉ sau một thời gian ngắn cai trị, ông chạy trốn sang lãnh thổ của người La Mã. | 35 – 36                      | –                            | 35 – 36                      | 35 – 36                      | ? |
| không khung | Vardanes I                                          | Con của Artabanus II. Ông chiến đấu chống lại kẻ tiếm ngôi Gotarzes (đạt được thỏa thuận trước khi giao chiến ở thời kỳ đầu, chiến thắng quân sự tại Erindes ở cuộc xung đột sau). Thời kỳ ông cai trị trùng với khoảng đầu thời gian cai trị của người anh em Orodes, người mà sau đó không lâu bị hoàng đế La Mã Claudius phế truất. Ông cũng buộc người Seleucia làm chư hầu của người Parthia sau cuộc nổi loạn kéo dài 7 năm của họ. | 40 – 47                      | 38 – 46                      | 40 – 47                      | 39 – 45                      | 46 Bị ám sát bởi một nhóm các quý tộc Parthia trong khi đang săn bắn.                                                                 |
| không khung | Gotarzes II 𐭂𐭅𐭕𐭓𐭆 (Gōdarz)                          | Con của Artabanus (không rõ ruột hay nuôi). Là kẻ tiếm ngôi của Vardanes, sau khi ông này chết thì thừa kế ngôi vương xứ Parthia. | 40 – 51                      | 44 – 51                      | 40 – 51                      | –                            | 51 Nguyên nhân không rõ |
| không khung | Meherdates 𐭌𐭄𐭓𐭃𐭕 (Mihrdāt)                          | Con trai vua Vonones I. Vua tiếm vị chống lại Gotarzes II. Ông sau thua trận trước Gotarzes và bị ông này lấy đi mất một bên tai của mình để đổi lấy sự tha chết cho ông. | –                            | 49 – 50                      | –                            | 49 – 51                      | ? Nguyên nhân không rõ |
| không khung | Vonones II                                          | Có cha là một hoàng tử người Dahae, khả năng cao là hậu duệ của Mithridates II.Ông cũng là anh trai của Artabanus II. | 51                           | –                            | 51                           | –                            | 51 Nguyên nhân không rõ |
| không khung | Vologases I 𐭅𐭋𐭂𐭔 (Walaγš)                           | Con của Vonones II. Thời kỳ của ông mở đầu bằng việc xâm chiếm Armenia và sau đó là cuộc chiến với La Mã, nơi mà người Parthia đạt được một chiến thắng lớn về mặt chính trị (khi vẫn giữ các thành viên gia tộc của mình cai trị Armenia). Sau đó ông tiếp tục duy trì mối quan hệ hòa hảo sau khi hoàng đế Vesparian lên ngôi. Ông còn được cho là người ủng hộ văn hóa Ba Tư cổ, đặc biệt là với Bái hỏa giáo, đồng thời với việc thực hiện chính sách theo hướng chống lại các vương quốc kế tục Hi Lạp. Ông cũng hoàn thành tuyến đường thương mại xuyên Á và gia tăng các hoạt động giao thương ngoài nước, nhất là với nhà Hán, với một phần mục đích là chống lại thế độc quyền trên biển của người Hi Lạp. | 50 – 79                      | 50 – 54; 58 – 77             | 51 – 78                      | 51 – 78/79                   | 78 Nguyên nhân không rõ |
| không khung | Vardanes II                                         | Con của Vardanes I. Là kẻ tiếm vị ngai vàng của Vologases I tại Seleucia. | 55 – 58                      | 55 – 58                      | 54 – 58                      | 54/55                        | 58 Nguyên nhân không rõ |
| không khung | Pacorus II 𐭐𐭊𐭅𐭓 (Pakur)                             | Con của Vologases I. Có cai trị cùng cha trong thời gian đầu, sau khi cha mất thì cai trị một mình. Ông tiếp tục các chính sách kinh tế và bành trướng lãnh thổ của vua cha, tuy nhiên nội bộ đế quốc lại tỏ ra mất ổn định khi xuất hiện tới 3 kẻ tiếm vị trong thời kỳ ông trị vì. Mất khi đang chiến đấu với kẻ tiếm vị thứ 3. | 75 – 110                     | 78 – 120                     | 78 – 105                     | 78 – 110                     | 110 Nguyên nhân không rõ |
| không khung | Vologases II 𐭅𐭋𐭂𐭔 (Walaγš)                          | Con của Vologases I. Vua tiếm vị chống lại Pacorus II. Tuy nhiên ông bị nghi ngờ vê sự tồn tại thực sự cuả mình khi chỉ được xác minh thông qua tiền đúc nhưng chúng có khả năng là những đồng tiền của Vologases I. | 77 – 80                      | 76/77 – 79                   | –                            | –                            | 80 Chết trong chiến trận với Pacorus II                                                                                               |
| không khung | Artabanus III 𐭍𐭐𐭕𐭓 (Ardawān)                        | Vua tiếm vị chống lại Pacorus II. | 80 – 82                      | 79/80 – 85                   | 80 – 90                      | –                            | 81 Chết trong chiến trận với Pacorus II                                                                                               |
| không khung | Osroes I 𐭇𐭅𐭎𐭓𐭅 (Husrōw)                             | Con và là kẻ tiếm vị của Pacorus II (rồi sau đó là Vologases III). Triều đại của ông bị gián đoạn bởi việc Trajan xâm lược La Mã và đưa một trong những đứa con của ông, Parthamaspates, lên làm vua. Chỉ cai trị phần đất trung tâm ở phía Tây Parthia trong một khoảng thời gian. | 109 – 116 và 116– 129        | 108/109–127/128              | 109 – 129                    | –                            | 129 Nguyên nhân không rõ |
| không khung | Vologases III 𐭅𐭋𐭂𐭔 (Walaγš)                         | Con của Pacorus II. Triều đại của ông đánh dấu bằng các cuộc xung đột quân sự trong nước (với Osroes I và Mithridates V ), cuộc xâm lược của người La Mã (của Trajan), các cuộc đột kích quân sự đến từ người Alan và việc gia tăng các hành động quân sự và chính trị ở nửa phía Đông đế quốc chống lại đế quốc Quý Sương đang nổi lên. | 115 – 147                    | 111 – 146                    | 115 – 147                    | 110 – 147                    | 147 Nguyên nhân không rõ |
| không khung | Parthamaspates                                      | Con của Osroes I. Được Trajan đưa lên làm hoàng đế Parthia nhằm biến nước này trở thành một nước phụ thuộc La Mã. Sau này, khi La Mã rút quân thì ông để thua trước Osroes và buộc phải rút lui khỏi đây. | 116                          | –                            | –                            | –                            | ? Nguyên nhân không rõ |
| không khung | Sinatruces II                                       | Vua tiếm vị chống lại chú của mình là Osroes I. Tuyên bố ngôi vua trong cuộc xâm lược xứ Parthia của hoàng đế La Mã Trajan. Chỉ được đề cập bởi nhà sử học Đông La Mã là Ioannas Malalas. | –                            | 116                          | –                            | –                            | ? Nguyên nhân không rõ |
| | -- Không rõ tên --                                  | Thuộc nhà Arsacid nhưng huyết thống không rõ ràng. Vua tiếm vị chống lại Vologases III, tuy nhiên không có nhiều thông tin hơn về ông. | 140                          | –                            | –                            | –                            | ? |
| không khung | Mithridates V 𐭌𐭄𐭓𐭃𐭕 (Mihrdāt)                       | Vua tiếm vị chống lại Vologases III. | 129 – 140                    | 128 – 147                    | 129 – 140                    | 129 – 140                    | ? Nguyên nhân không rõ |
| không khung | Vologases IV 𐭅𐭋𐭂𐭔 (Walaγš)                          | Con của Mithridates V.Ông dành những năm tháng đầu cai trị nhằm tái lập quyền kiểm soát của người Parthia đối với vương quốc Characene.Từ năm 161 tới năm 166 ông tuyên chiến với người La Mã nhưng không thành công và thậm chí còn để mất Bắc Lưỡng Hà khi tái lập lại hoà bình với đế quốc La Mã. | 147 – 191                    | 147 – 191                    | 147 – 191                    | 147 – 191/192                | 191/192 Nguyên nhân không rõ |
| không khung | Osroes II 𐭇𐭅𐭎𐭓𐭅 (Husrōw)                            | Nổi dậy ở Media dưới thời trị vì của Vologases IV. Thất bại trước người kế vị Vologases IV là Vologases V. | 190                          | 190 – 208                    | –                            | –                            | ? |
| không khung | Vologases V 𐭅𐭋𐭂𐭔 (Walaγš)                           | Con của Vologases IV. Ông làm vua Armenia khi còn trẻ (từ năm 180). Năm 191, ông quay trở về kế nhiệm vua cha nhưng bị Ordores II đe doạ ngôi vương trong một thời gian ngắn. Tham gia can thiệp chính sự vào các vùng phía Đông đế quốc La Mã trong Năm ngũ đế và chư hầu của họ, tuy nhiên ông bị Septimus Severus đánh bại và chiếm giữ Ctesiphon trong một thời gian ngắn. Các cuộc khởi nghiã tại xứ Persis nổ ra trong thời gian sau đó và lật đổ sự thống trị của người Parthia tại đây. | 191 – 208                    | 191 – 207/208                | 191 – 208                    | 191/192 – 208                | 208 Nguyên nhân không rõ |
| không khung | Vologases VI 𐭅𐭋𐭂𐭔 (Walaγš)                          | Con của Vologases V. Nội chiến với người anh em ruột là Artabanus IV và để mất phần lớn lãnh thổ vào tay người anh em của mình, chỉ kiểm soát xứ Seleucia cho đến ít nhất là năm 228, lúc này có thể ông bị đánh bại hay giết chết bởi Ardashir I. | 208 – 228                    | 207/208 – 221/222            | 208 – 228                    | 208 – 221/228                | 228 Nguyên nhân không rõ |
| không khung | Artabanus III 𐭍𐭐𐭕𐭓 (Ardawān)                        | Con của Vologases V. Nội chiến với người anh em ruột là Vologases VI và thành công kiểm soát phần lớn lãnh thổ đế quốc vào tay mình. Bị giết chết bởi vị vua khai quốc nhà Sassanids là Ardashir I trong một chiến dịch chống lại ông này tại Hormozdgan. | 216 – 224                    | 212 – 224                    | 216 – 224                    | ? – 224                      | 28 tháng 4 năm 224 Mất trong trận Hormozdgan.                                                                                         |
| không khung | Tiridates IV 𐭕𐭉𐭓𐭉𐭃𐭕 (Tiridāta)                      | Thuộc nhà Arsacids nhưng huyết thống và sự tồn tại của ông là không rõ ràng. Sellwoods dựa trên dòng chữ thứ hai trên một đồng tiên được định danh trước đó của Artabanus IV có khắc chữ được xác định là Tiridates, tuy nhiên dòng chữ này không thực sự rõ ràng và còn gây tranh cãi. | 216 – 224?                   | –                            | –                            | –                            | ? |